# Бона Савойска
Вижте пояснителната страница за други личности с името Бона.
Бона Савойска (на италиански: Bona di Savoia; * 10 август 1449, замък в Авиляна, Савойско херцогство; † 17 ноември 1503, Фосано, Савойско херцогство) от Савойската династия, е чрез брак херцогиня на Милано и регентка на сина си Джан Галеацо Мария Сфорца след убийството на съпруга ѝ.

## Произход
Бона е дъщеря на савойския херцог Лудвиг Савойски (* 1413, † 1465) и съпругата му Анна дьо Лузинян (* 1419, † 1462). Негови дядо и баба по бащина линия са Амадей VIII, 1-ви херцог на Савоя, и Мария Бургундска, а по майчина – кралят на Кипър Янус и съпругата му Шарлота дьо Бурбон. Има единадесет братя и седем сестри:
- Амадей IX (* 1435, † 1472), 3-ти херцог на Савоя, принц на Пиемонт, граф на Аоста и на Мориен, съпруг на Йоланда Френска
- Мария (* 1436, † 1437)
- Жан († 1440)
- Лудвиг (* 1437, † 1482), граф на Женева, крал на Кипър като съпруг на Шарлота дьо Лузинян, дъщеря на краля на Кипър Жан II, и съпруг на Анабела Шотландска, дъщеря на краля на Шотландия Джеймс I
- Маргарита (* 1439, † 1485), маркграфиня на Монферат като съпруга на Джовани IV, и графиня на Сен Пол и на Соасон като съпруга на Пиер II Люксембургски
- Жан (* 1440, † 1491), граф на Женева, граф на Фосини, губернатор на Ница, съпруг на Елена Люксембургска и на Магдалена Бретанска
- Шарлота (* 1441, † 1483), кралица на Франция като съпруга на Луи XI, майка на краля на Франция Шарл VIII и на принцеса Ан дьо Божо
- Аймон (* 1442, † 1443)
- Филип (* 1438 или 1443, † 1497), родоначалник на династическия клон на Брес и 7-и херцог на Савоя (1496 – 1497) с името Филип II Савойски, нар. Безземни, съпруг на Маргарита дьо Бурбон, дъщеря на Шарл I, 5-и херцог на Бурбон и на Оверн, и на Клодин дьо Брос Бретанска
- Жак (* 1444, † 1445)
- Агнес (* 1445, † 1508), съпруга на Франсоа I Орлеански-Лонгвил
- Петър (* 1446, † 1458), абат на базиликата „Сант Андреа“ във Верчели, епископ на Женева, архиепископ на Тарантез
- Йохан Лудвиг (Жан-Луи) (* 1447, † 1482), църковно лице, администратор на Женевската епархия и администратор на Тарантез
- Мария (* 1448, † 1475), графиня на Сен Пол и Лини като съпруга на конетабъла Лудвиг Люксембургски-Сен-Пол
- Жак (* 1450, † 1486), господар на Во, съпруг на племенницата си Мария Люксембургска-Сен-Пол
- Анна (*/† 1452)
- Франц (* 1454, † 1490), архиепископ на О и администратор на Женевската митрополия
- Жана (* ок. 1456).

Има и няколко природени братя и сестри от извънбрачни връзки на баща си.

## Биография

### Ранни години
След смъртта на майка си през 1462 г. Бона е изпратена в двора на краля на Франция Луи XI. По онова време Савойското херцогство е под френско влияние: разположението му е отличен аванпост за бъдещи военни цели в Италия. През 1451 г. Луи XI, още докато е дофин, се жени за сестрата на Бона Шарлота с намерението да засили състоянието на зависимост.
През 60-те години на XV век херцогът на Милано Франческо I Сфорца установява добри дипломатически отношения с френския двор, тъй като е наясно с опасността, която представлява Кралство Франция за италианския политически баланс. Следвайки разумна и прагматична политика (улеснена и от уважението на първородния му син Галеацо Мария Сфорца, и от нежеланието му да се ожени за Доротея Гонзага), Сфорца предлага на крал Луи XI Галеацо Мария да се ожени за Бона. Тези преговори са продължителни и това е предизвикано от редица пречки:
- Военните ангажименти на Галеацо Мария Сфорца, който е начело на експедиция, целяща да окаже помощ на крал Луи XI срещу Шарл Дръзки, херцог на Бургундия
- Смъртта на херцог Франческо I Сфорца през 1466 г., която забавя брачните преговори
- Враждебността на Савоя към Сфорца: Савоя смятат Сфорца за узурпатори на миланския трон,[5] зает навремето от Мария Савойска в ролята ѝ на херцогиня-консорт (съпруга на Филипо Мария Висконти). След като влиза в конфликт с Франческо Сфорца, Лудвиг Савойски не успява да вземе миланския трон. Оттогава Савоя се чувстват притиснати между Кралство Франция и Сфорца.

От третата точка е разбираем неуспешният опит на херцог Амадей IX Савойски да отвлече Галеацо Мария Сфорца, докато той се опитва да се върне в родината си, за да вземе трона. След натиска на Луи XI върху малката държава Амадей IX се съгласява на брака на племенницата си Бона: бракът чрез пълномощник е сключен в Амбоаз на 12 май 1468 г., след което на 26 май Бона пристига на пристанище Генуа. Тя е посрещната от Лудовико Сфорца „Мавъра“, брат на съпруга ѝ, и от полубрат им Тристано Сфорца. Те я придружават до Милано, където Бона пристига на 26 юни. Бракът е потвърден с тържествена религиозна церемония на 7 юли на площада пред Миланската катедрала.
Очевидно Галеацо Мария Сфорца е добре информиран за чертите на бъдещата булка. В началото на 1468 г. той изпраща своя художник Дзането Бугати във Франция да нарисува бъдещата му съпруга и да прецени дали му харесва. Когато се връща през март, Галеацо успява да покаже удовлетворението си. Когато двамата съпрузи се срещат за първи път, Галеацо потвърждава видяното на картината:
| „                                           | Докладите, изпратени до Галеацо за нея през този период, я описват като висока, добре пропорционална, с красив тен, с тънка талия, красиви черти и нежен нрав. Самият Галеацо, който я срещна в Нови и я придружи до Виджевано за сватбата, заяви, че е „толкова щастлив и утешен, че не му стигат думи да го изкаже или напише. | “ |
| Daniel M. Bueno De Mesquita, Bona di Savoia | |   |

### Херцогиня на Милано
През осемте години, в които заема ролята на съпруга на Миланския херцог, Бона Савойска никога не се намесва в политическите дела на съпруга си, въпреки че е енергична жена. За разлика от предишната херцогиня – свекърва ѝ Бианка Мария Висконти Бона се посвещава почти изключително на отглеждането на четирите си деца като грижовна майка. Тя живее предимно в замъка в Павия. Съпругът ѝ показва своята почит и благодарност, като ѝ дава град Новара през 1470 г. и приходите от парка на Павия през 1474 г. Докато той е жив, Бона се стреми да поддържа добри отношения между Савоя и Сфорца и прави две държавни посещения заедно със съпруга си: едното във Флоренция през март 1471 г., известно с демонстрираната пищност на миланския двор, а другото – в Мантуа през юли същата година в двора на Гондзага.

#### Проблематичното регентство (1476 – 1479)
Преждевременно овдовяла след убийството на съпруга си на 26 декември 1476 г., Бона показва силен характер в защитата на бъдещето на децата си, особено на най-големия си син Джан Галеацо Мария Сфорца. Разчитайки на компетентността на херцогския секретар Чико Симонета, Бона е провъзгласена за регентка на 9 януари 1477 г. от името на 7-годишния си син. Позицията на невръстния херцог, укрепена от способния Симонета, е оспорена от шуреите ѝ, които нямат търпение да контролират волята му: Сфорца Мария Сфорца – херцог на Бари и Лудовико Сфорца „Мавъра“, по онова време във Франция, се опитват през май 1477 г. да изключат Бона и Симонета от опекунството над херцога. Те се връщат в Милано, където обединяват сили с тези на лидера Роберто Сансеверино и на благородниците гибелини, за да прогонят Симонета. През февруари 1477 г. Бона постига кратко примирие благодарение на посредничеството на кондотиера Лудовико Гонзага. На 25 май обаче, когато правителството предприема мерки за предотвратяване на евентуална конспирация, бунтовниците се опитват да вдигнат Милано на оръжие. Въпреки това те не намират консенсус и Сансеверино бяга. Бона подкрепя Симонета и праща в изгнание двамата братя Сфорца.
Регентката продължава съюза на Франческо Сфорца с Медичите начело на Флорентинската република, но това води до тежки военни разходи и в същото време излага Миланското херцогство на интригите на краля на Неапол Феранте I. Тези интриги водят до загубата на Генуа, където авторитетът на Бона е разклатен, и до нахлуването във Валтелина на швейцарците. През това време Сфорца и брат му Лудовико са базирани в Лигурия и от февруари 1479 г. действат там с Роберто Сансеверино.
Отмъщението на Лудовико Сфоца „Мавъра“ не чака дълго: подпомогнат от Сансеверино, той създава армия, с която окупира Тортона на 20 август 1479 г. Той е улеснен и от постепенното изпадане в немилост на Симонета пред Бона. Бона междувременно е в сантиментални отношения със своя камериер от Ферара Антонио Тасино – личен враг на Симонета. Не е изключено влиянието на Тасино върху сърцето ѝ да е причинило падението на Симонета, улеснено и от напредването на „Мавъра“. Факт е, че на 8 септември Бона се помирява със своя шурей Лудовико, пристигнал предходния ден в Милано, и на 9 септември праща в ареста верния си секретар.
„Ваше Величество, моята глава ще бъде отрязана и Вие ще загубите държавата си с течение на времето.“ Присъдата, произнесена от Чико Симонета, е вярна: въпреки че Бона все още официално остава регентка, подпомагана от новия ѝ канцлер Бартоломео Калко, Лудовико Сфорца „Мавърът“ държи политическото положение на страната в свои ръце. На 7 октомври 1480 г. той, под предлог че защитава живота на племенника си от замислите на Антонио Тасино, които уж иска да стане господар на Милано, кара да преместят младия херцог в Рокета – най-непревземаемата зона на Замъка на Сфорците. Там Джан Галеацо Мария подписва документ на 3 ноември, с който провъзгласява чичо си за свой настойник в ущърб на майка си Бона. Тя е принудена да напусне Милано предходния ден, отказвайки се доброволно от регентството, и да отиде да живее в замъка в Абиатеграсо със свита, състояща се главно от шпиони на „Мавъра“.
В следващите 15 години Бона живее в Абиатеграсо. Отношението към майката на херцога дълбоко възмущава както роднините ѝ Савойци, така и крал Луи XI. Ако от една страна те оказват натиск върху новия регент тя да получи по-голяма свобода, от друга страна тя подкрепя, без да участва пряко, заговорите срещу Лудовико Сфорца „Мавъра“ в началото на 1481 г. и през декември 1483 г. Вторият заговор поставя Бона под още по-строг контрол, от който тя успява да се освободи едва през 90-те години, когато присъства на брака на сина си – херцог Джан Галеацо Мария Сфорца през 1490 г. и на дъщеря си Бианка Мария Сфорца през 1493 г. Тя си кореспондира редовно със сина си и е до него в замъка в Павия, когато той умира на 21 септември 1494 г. на 25-годишна възраст.
С пристигането на краля на Франция Шарл VIII в Италия – наследник на Луи XI на френския трон, Бона отива във Франция през декември 1495 г. в двора на Амбоаз: тя вече не се чувства в безопасност в Милано, а ненавижданият ѝ шурей Лудовико Сфорца „Мавърът“ най-накрая става херцог. Дадена ѝ е резиденция в Тур, а през 1498 – 1499 г. живее в Лион. Въпреки това, тъй като не се чувства спокойна във Франция, тя моли племенника си – херцог Филиберт II Савойски да ѝ даде убежище в Савойското херцогство. През април 1500 г. ѝ е дадено имение във Фосано, където Бона умира на 17 ноември 1503 г., забравена от света. Погребана е в църквата „Сан Джулиано“ в Савиляно без официална церемония.

## Потомство
Бона Савойска и Галеацо Мария Сфорца имат двама сина и две дъщери:
- Джан Галеацо Мария Сфорца (* 20 юни 1469, † 22 октомври 1494), 6-и херцог на Милано (1476 – 1493), ∞ 1489 за първата си братовчедка Изабела Арагонска (* 2 октомври 1470, † 11 февруари 1524), от която има един син и две дъщери
- Ермес Мария Сфорца (* 10 май 1470; † 1503, Инсбрук), маркиз на Тортона, неженен и бездетен
- Бианка Мария Сфорца (* 5 април 1472, Павия; † 31 декември 1510, Инсбрук), чрез брак императрица на Свещената Римска империя (1508 – 1510), херцогиня на Савоя; ∞ 1494 за император Максимилиан I (* 22 март 1459, † 12 януари 1519), от когото няма деца
- Анна Мария Сфорца (* 19 юли 1473, Милано; † 30 ноември 1497, Ферара), чрез брак херцогиня на Ферара, Модена и Реджо; ∞ 17 януари 1491 в Милано за Алфонсо I д’Есте (* 1476, † 1534), 3-ти херцог на Ферара, Модена и Реджо; умира при раждане и бездетна.

- Джан Галеацо Мария
- Бианка Мария
- Анна Мария

Ревнувайки съпруга си, който има доста любовници, Бона приема само извънбрачните деца, които той има преди брака им. Двата сина и двете дъщери, които му ражда любовницата му Лукреция Ландриани, са осиновени от Бона. Те са въведени в херцогския двор и са поверени на грижите на баба им по бащина линия Бианка Мария Висконти, която ги образова в изкуството на дипломацията, управлението и боравенето с оръжие:
- Карло Сфорца (* 1461, Павия; † 9 май 1483, Милано), граф на Маджента (1476), господар на Кастеджо; ∞ 1478 за Бианка Симонета († 1487 във Финале), графиня на Галиате, дъщеря на граф Анджело Симонета, от която има две дъщери
- Катерина Сфорца (* ок. 1463, Милано; † 28 май 1509, Флоренция), господарка на Имола и графиня на Форли, ∞ 1. 1473 за Джироламо Риарио (* 8 февруари 1443, Савона; † 14 април 1488, Форли), граф Риарио, господар на Имола (от 1473 г.) и на Форли (от 1480 г.), от когото има петима сина и една дъщеря, 2. 1489 за Джакомо Фео (* 1468, Форли; † 27 август 1495, Форли), асистент и роднина на 1-ия ѝ мъж, кастелан на крепостта на Ривалдино, от когото има един син, 3. 1497 за Джовани де Медичи, нар. Народния (* 21 октомври 1467, Флоренция; † 14 септември 1498, Сан Пиеро ин Баньо), политик, от когото има един син – известния кондотиер Джовани дале Банде Нере
- Алесандро Сфорца (* 1465, Павия; † 1523, Милано), господар на Франкавила (1487), временен губернатор на Краля на Неапол, ∞ ок. 1490 за Барбара дей Конти Балбиани ди Валкиавена († ок. 1520), от която има една дъщеря
- Киара Сфорца (* 1467, Павия; † 1531 в Генуа), ∞ 1. 1481 за Пиетро II дал Верме († 1487), 2-ри граф на Сангуинето и господар на Виджевано, бездетна 2. 1488 за Фрегозино Фрегозо (* 1460, Генуа; † 10 януари 1512, Болоня), граф на Нови, генуезки патриций, от когото има двама сина.